# Sporting Central Academy
Maillots
Dernière mise à jour : 22 janvier 2012.
Le Sporting Central Academy est une équipe jamaïcaine de football qui joue en première division de la Ligue nationale jamaïcaine (Digicel Premier League). Le club est basé à Clarendon Park. 

## Anciens joueurs
- Je-Vaughn Watson
- Lesly St. Fleur
- 🇯🇲  Andre Blake

## Anciens entraîneurs
- Chris Dawes